# Twentsche Electrische Tramweg Maatschappij (trammaatschappij)

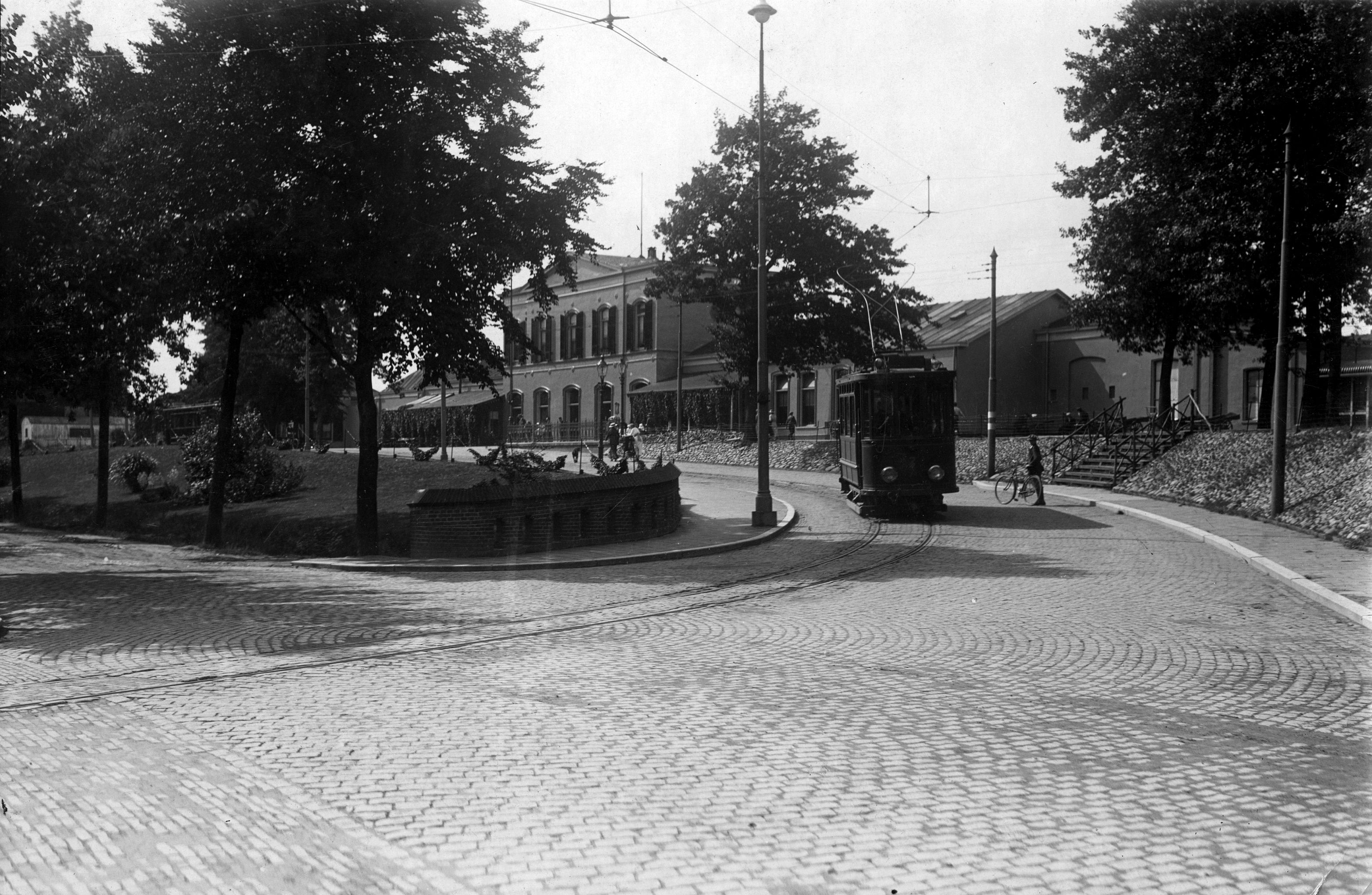
Tram van de TET bij het Station Enschede; 1915.

De NV Twentsche Electrische Tramweg Maatschappij of TET werd op 2 februari 1904 in Enschede opgericht, met als doel tramwegen tussen Enschede en Almelo en Gronau (D) aan te leggen en te exploiteren. Later exploiteerde de maatschappij tot 1997 busdiensten in Twente in Overijssel.

## Tramlijn
Van de plannen naar Almelo en Gronau kwam weinig terecht. Uiteindelijk werd alleen de tramlijn Enschede - Glanerbrug aangelegd. Deze lijn had een spoorwijdte van 1 meter (meterspoor), was 7,5 kilometer lang en werd op 4 juli 1908 geopend. Het wagenpark was beperkt. Er werden zeven trammotorwagens (1-7) in dienst gesteld, die gebouwd waren door Pennock in Den Haag. Een jaar later volgden nog twee motorwagens (8-9) van Allan Rotterdam. Als bijwagens fungeerden vijf rijtuigen, afkomstig van de Haagse paardentram. Twee bijwagens werden in 1915 nieuw geleverd door Nordwaggon te Bremen. Naast het reizigersvervoer was er ook beperkt goederenvervoer. Daarvoor had Pennock in 1908 twee goederenwagens geleverd. Zij konden achter de personentrams worden gekoppeld.
De verbinding was een uitkomst voor het grensdorp Glanerbrug. In de eerste jaren was er dan ook veel vervoer. Na het uitbreken van de Eerste Wereldoorlog in 1914 - en daarmee de sluiting van de grens - daalde het personenvervoer. In 1918 werden nog wel plannen gemaakt voor een tramaansluiting in geheel oostelijk Overijssel. Ook kregen de nieuw aangelegde singels (jaren twintig) in Enschede gescheiden rijbanen, zodat de tram hier in de middenberm zou kunnen rijden. De sporen werden echter nooit gelegd.
Toen in 1928 de rijksweg tussen Enschede en Glanerbrug verbreed moest worden, moest de tramlijn aan de andere kant van de bomenrij worden herlegd. Die klus kon de TET niet betalen. In 1933 trokken de gemeentebesturen van Lonneker en Enschede, als aandeelhouders van de TET, de stekker uit de tramlijn.

### Motorwagen 1

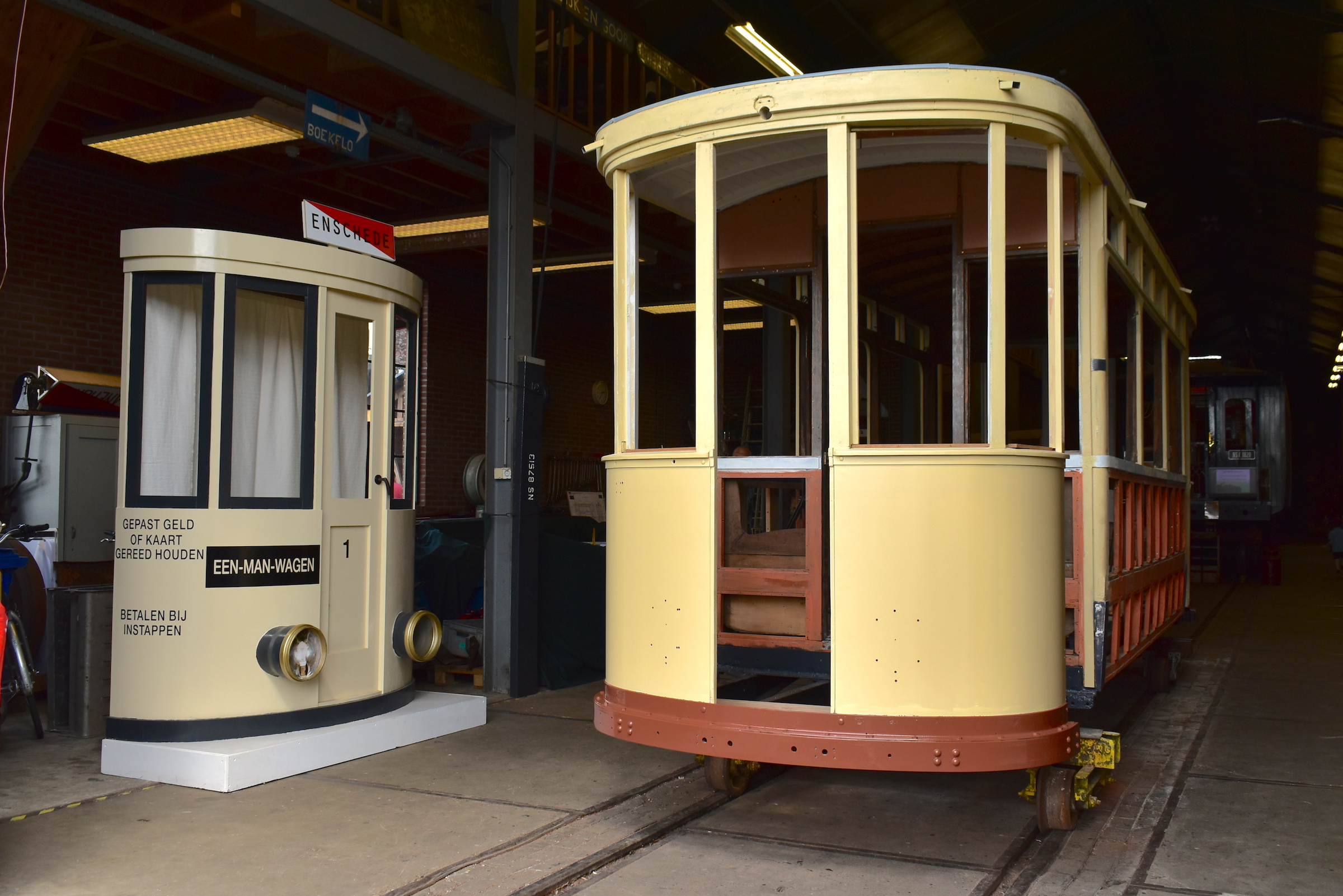
De wagenbak van motorwagen TET 1 tijdens restauratie bij de Museum Buurtspoorweg; 9 mei 2024.

De tramwagens werden afgevoerd. De wagenbak van motorwagen 1 uit 1908 is meer dan tachtig jaar bewaard gebleven als tuinhuisje in Overdinkel, op een landgoed bij de Dinkel en verkeerde na 83 jaar nog in goede staat.
Op 17 september 2016 is de TET 1 van zijn sokkel gelicht en getransporteerd naar het museumdepot van de Tramweg-Stichting in Nagele. In augustus 2017 verhuisde deze naar de opslag in Overloon waar een begin is gemaakt met de restauratie. Het rijtuig ging in januari 2024 naar de Museum Buurtspoorweg te Haaksbergen voor verdere restauratie.

## Busvervoer
Na het verdwijnen van de tramlijn ontwikkelde de TET zich tot een groot Twents stads- en streekvervoerbedrijf. In 1923 begon de TET een stadsbusdienst in Enschede. Tussen 1923 en 1948 werden verschillende lijnen in, rondom en tussen Almelo, Hengelo, Haaksbergen, Enschede en Oldenzaal ingesteld. In 1933 werd de tramdienst naar Glanerbrug vervangen door een busdienst. In 1947 werd begonnen met stadsdiensten in Almelo en Hengelo. De busdienst naar Glanerbrug wordt verlengd naar Gronau (tot 1984 ook naar Epe). Per 2 april 1965 werden de lijnen van de fa. B.W. Winkel te Vriezenveen door de TET overgenomen. In 1966 werd de WATO te Nijverdal een dochteronderneming van de TET. Deze busondernemingen exploiteerden sinds 1952 hun lijnen gezamenlijk onder de naam Noord-Ooster Transport (NOT). De volledige integratie van NOT in TET volgde in de periode 1966-1973. Daarna deed de TET nog enkele acquisities:
- in 1976 de buslijn Oldenzaal - Nordhorn van de ONOG;
- in 1977 opnieuw de stadsbusdienst van Hengelo, die twintig jaar in handen van een ander bedrijf (RCT/HADO) was geweest;
- in 1984 de buslijn Enschede Losser – Overdinkel – Gronau van de TAD.

Toen vanaf de jaren tachtig steeds meer concentraties en fusies plaatsvonden in het Nederlandse openbaar vervoer werd ook de TET in grotere verbanden opgenomen. De TET sloot zich aan bij de Vereniging van Exploitatieve Samenwerking OV-bedrijven (ESO). De provincie Overijssel en 17 Twentse gemeenten droegen hun TET-aandelen over aan de NV Aandelenbezit Streekvervoer. In 1997 fuseerden TET en GVM tot Oostnet. Deze maatschappij heeft slechts twee jaar bestaan en werd in 1999 opgesplitst. Het Twentse lijnennet, samen met het zuidelijke deel van Salland ging in 1999 met NZH, ZWN-Groep en Midnet op in Connexxion. In 2013 werd het lijnennet overgenomen door Syntus Twente en in 2023 door Arriva Personenvervoer Nederland.

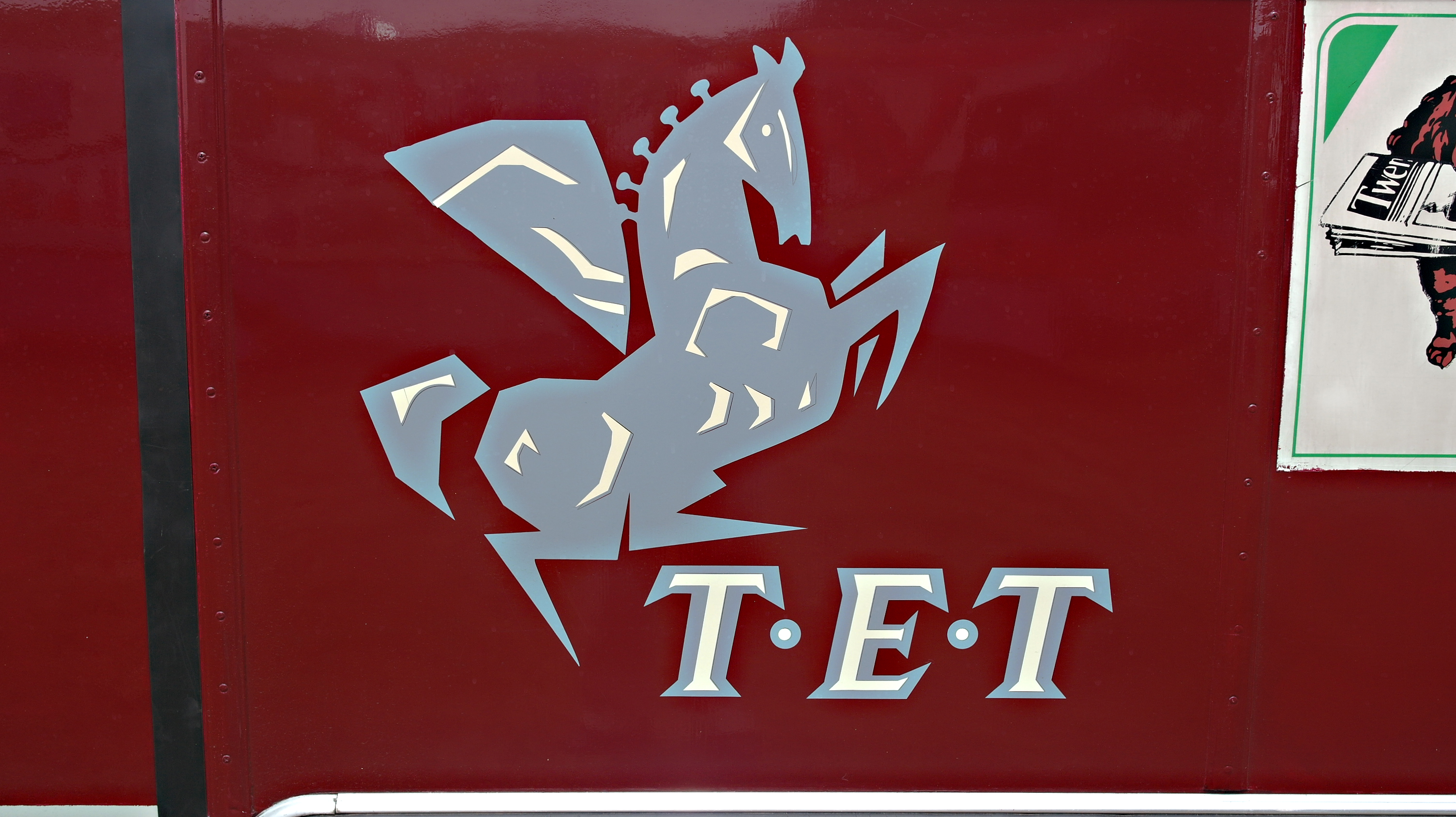
TET-logo op de bussen
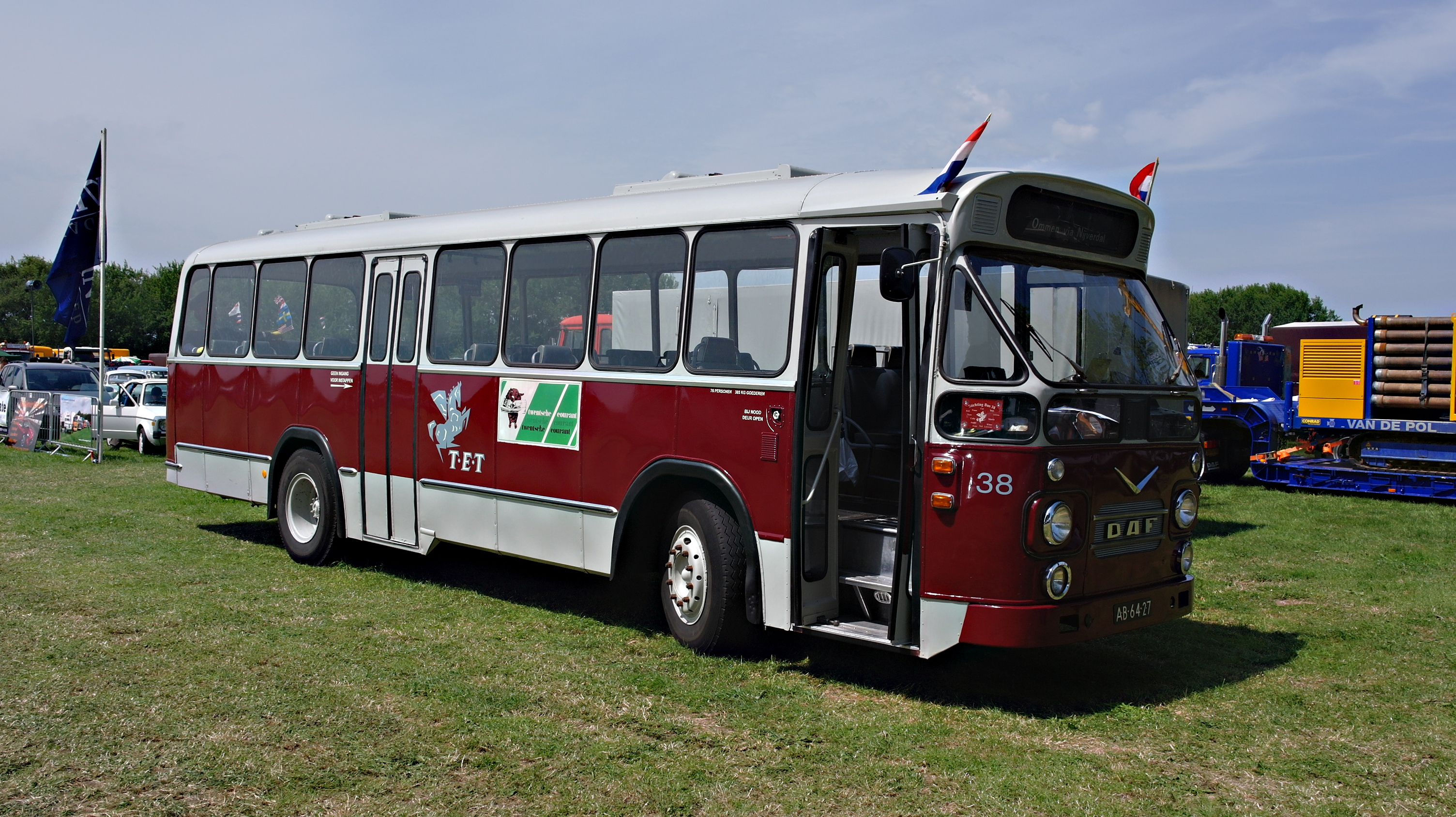
TET DAF/Verheul-bus 38, nu museumbus
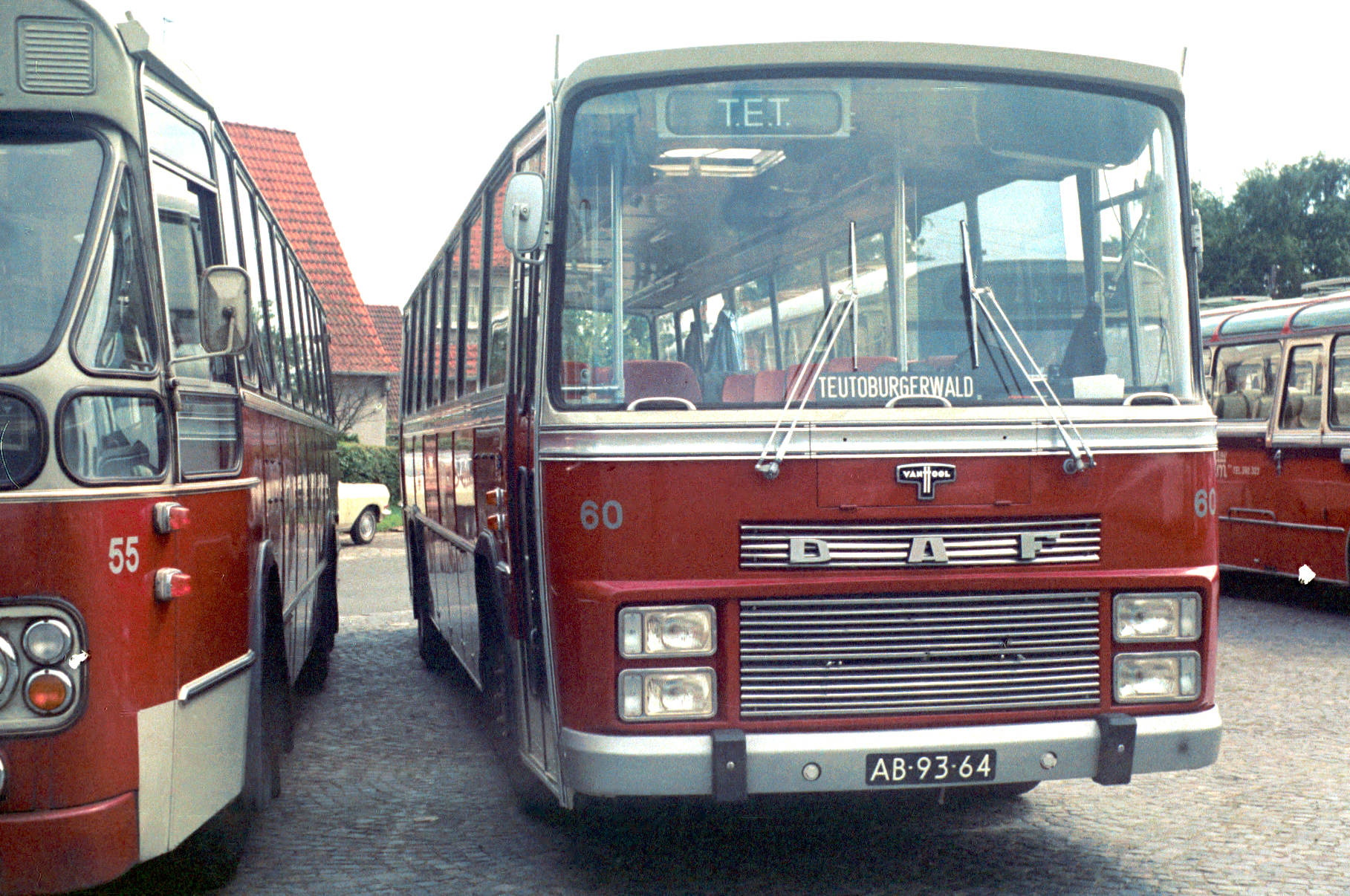
TET DAF / Van Hool-bus 60